# Инари (община)

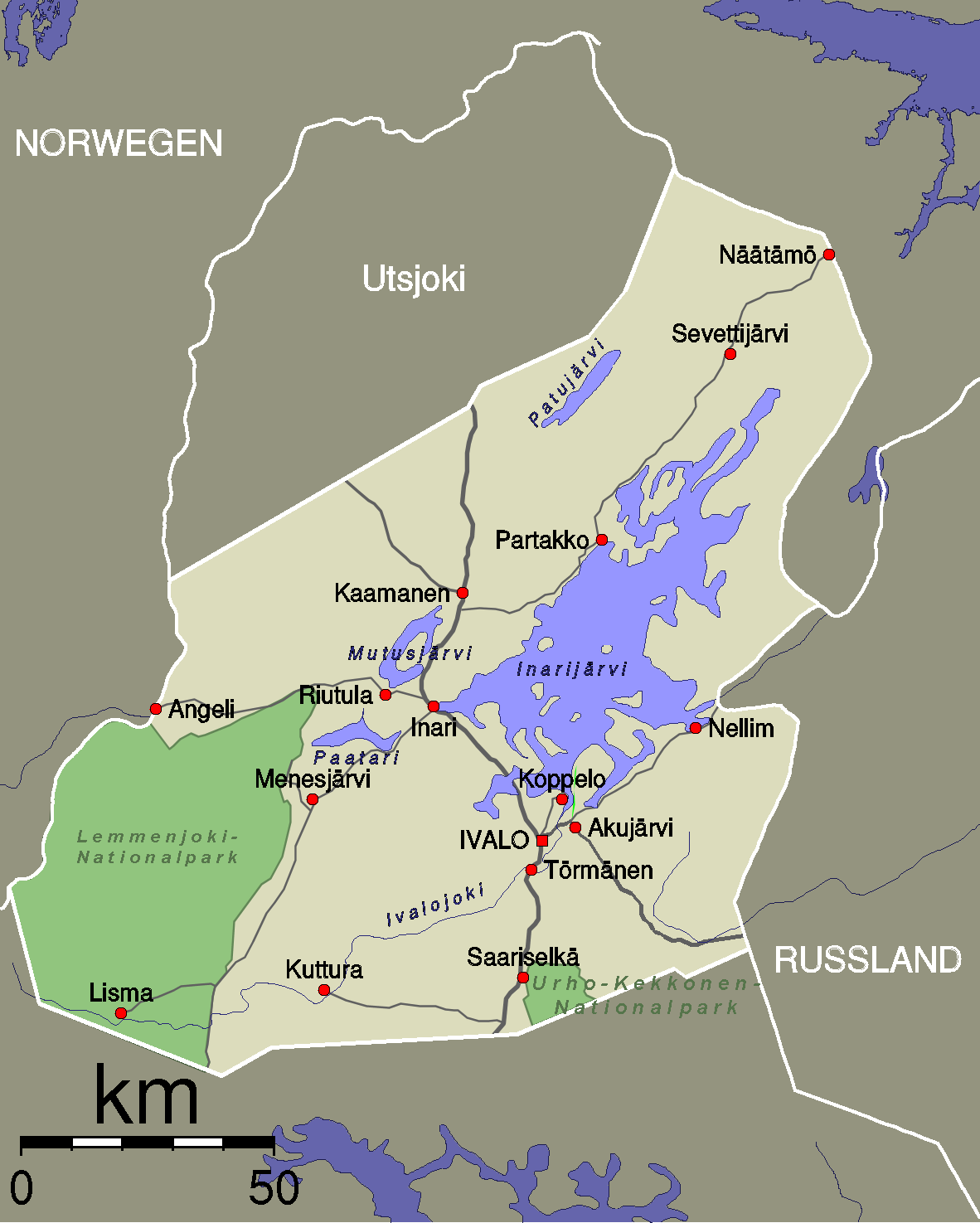
Карта общины.

И́нари (фин. Inari, северносаам. Anár, инари-саам. Aanaar, колтта-саам. Aanar, швед. Enare) — крупнейшая по площади община Финляндии. Расположена в провинции Лапландия, площадь — 17 333,89 км². Здесь расположены третье по величине озеро страны — Инари (1043 км²), а национальный парк Урхо Кекконен, а также (частично) самый большой национальный парк Финляндии — Лемменйоки. Община — центр саамской культуры Финляндии.
Административный центр общины — посёлок Инари.

## Население
Население общины (2010) — 6787 человек. Плотность населения — 0,45 чел/км² (одна из самых низких в Финляндии).
Из 6838 человек в 2010 году 6366 назвали своим родным языком финский и лишь 400 — саамские языки.

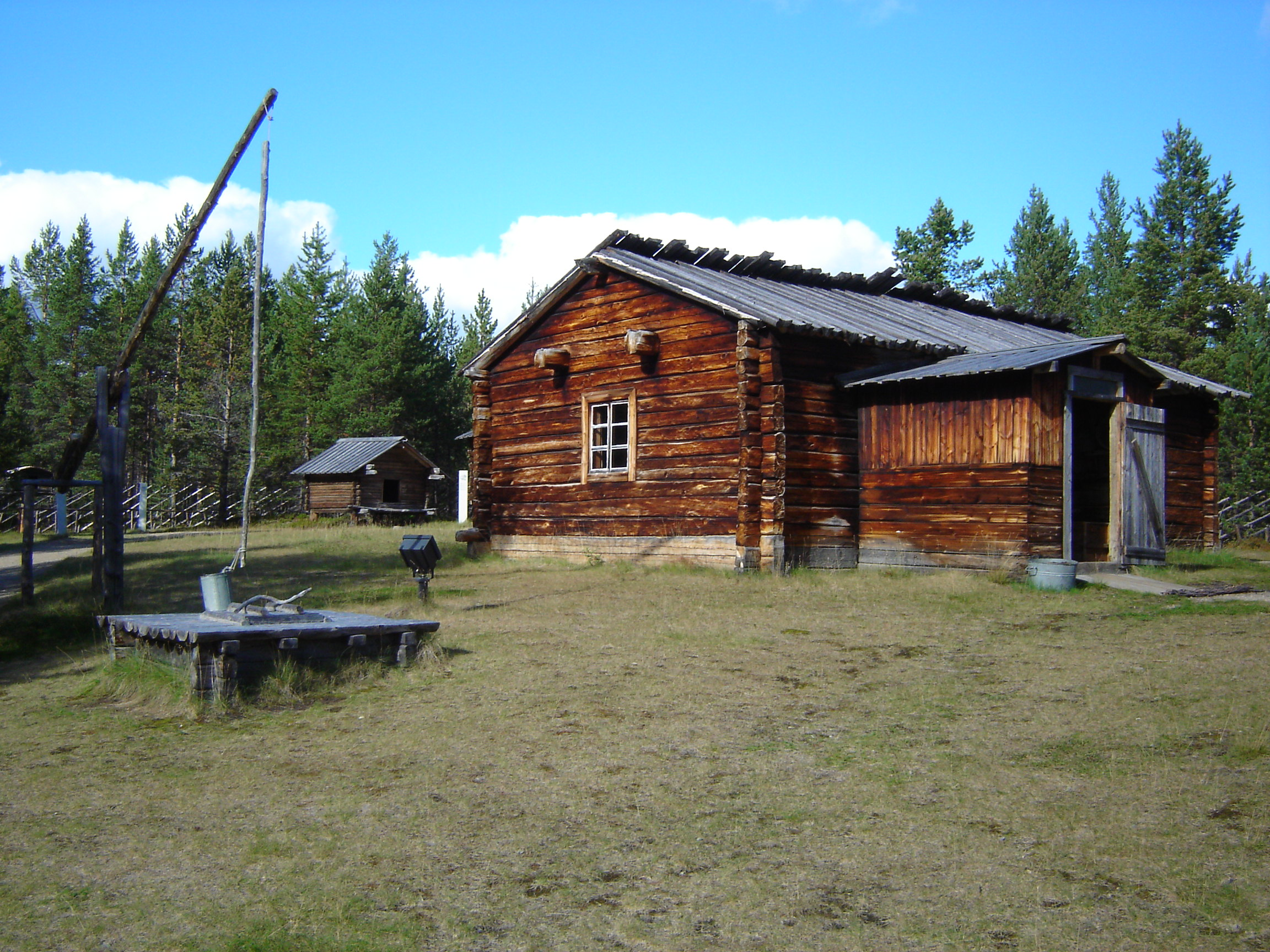
«Сиида»: часть экспозиции под открытым небом

Два крупнейших посёлка (села) общины — Инари и Ивало. На территории общины находится и крупный туристический центр Саариселькя с общим числом спальных мест около 13,5 тысяч (2010).

## Транспорт
В Ивало расположен аэропорт Ивало, также через общину проходит трасса Е75 (финское национальное шоссе 4).
Община Инари вместе с общинами Инари и Соданкюля является инициатором проекта «Арктический коридор» по строительству железной дороги от Рованиеми до Киркенеса.

## Община как центр саамской культуры
Община Инари — центр саамской культуры Финляндии. В посёлке Инари, административном центре общины, расположен открытый в январе 2012 года культурный центр Sajos, являющийся крупнейшим в северной части Лапландии офисным центром; здесь работают Саамский парламент Финляндии (выборный представительный орган культурного самоуправления саамов Финляндии) и многие другие учреждения и организации; кроме того, здесь находится конференц-зал на 500 человек.
Также в посёлке Инари находится выставочный центр «Сиида», в рамках которого действуют Саамский музей, основанный в 1959 году, и Природный центр Верхней Лапландии — один из десяти природных центров Главного лесного управления Финляндии.

## Политика
Результаты парламентских выборов в Финляндии 2011 года в Инари:
- Финляндский центр 36,2 %
- Истинные финны 19,2 %
- Левый союз 13,8 %
- Кокоомус 10,5 %
- СДП 9,8 %
- Зелёный союз 6,6 %
- ШНП 2,2 %
- Христианские Демократы 1,2 %
- Другие партии 0,5 %

## Населённые пункты
Административный центр общины — посёлок Инари. По населению это не самый большой населённый пункт общины: в посёлке и его окрестностях проживает около одной тысячи человек, в то время как в посёлке Ивало — около 4 тысяч.
| Русское название | Финское название  | Саамские названия                                                           |
| ---------------- | ----------------- | --------------------------------------------------------------------------- |
| Акуярви          | Akujärvi          | инари-саам. Ákšujävri                                                       |
| Ангели           | Angeli            | северносаам. Aŋŋel                                                          |
| Ивало            | Ivalo             | инари-саам. Avveel, северносаам. Avvil                                      |
| Инари            | Inari             | инари-саам. Aanaar, колтта-саам. Aanar, северносаам. Anár                   |
| Кааманен         | Kaamanen (fi)     | инари-саам. Kaamâs, северносаам. Gámas                                      |
| Кевяярви         | Keväjärvi (fi)    |                                                                             |
| Коппело          | Koppelo           |                                                                             |
| Куттура          | Kuttura (fi)      |                                                                             |
| Лисма            | Lisma (fi)        |                                                                             |
| Нейден           | Näätämö           | инари-саам. Njiävđám, колтта-саам. Njauddâm, северносаам. Njávdán           |
| Неллим           | Nellim            | инари-саам. Njellim, колтта-саам. Njeäˊllem                                 |
| Партакко         | Partakko          | инари-саам. Päärtih                                                         |
| Риутула          | Riutula           |                                                                             |
| Саариселькя      | Saariselkä        | северносаам. Suoločielgi                                                    |
| Севеттиярви      | Sevettijärvi (fi) | инари-саам. Čevetjävri, колтта-саам. Čeˊvetjäuˊrr, северносаам. Čeavetjávri |
| Тёрмянен         | Törmänen (fi)     |                                                                             |